# Radrennbahn Treptow
Die Radrennbahn Treptow bestand von 1898 bis 1926 in Treptow (1920 nach Berlin eingemeindet). Sie befand sich im Sportpark Treptow an der Elsenstraße in unmittelbarer Nähe des Bahnhofs Treptow. Die Bahn wies als Besonderheit sehr steile Kurven mit einem Neigungswinkel von 50,5 Grad bei einer Länge von 312 Metern auf. Die Kurven galten als die steilsten Kurven aller europäischen Radrennbahnen.

## Geschichte
1898 bestand auf dem Gelände bereits eine kürzere Bahn mit Lehmbelag. Diese Bahn wurde anlässlich der Gewerbeausstellung in Berlin 1896 als Radlehrbahn errichtet, auf der jedoch keine Wettkämpfe stattfanden. In Kontext der Gewerbeausstellung wurde das Gelände durch neue Verkehrsverbindungen mit der Stadtmitte und den nördlich und westlich gelegenen Bezirken Berlins verbunden. Die Große Berliner Pferde-Eisenbahn AG erhielt die Konzession für mehrere neue Linien nach Treptow, die alle elektrisch betrieben wurden und eine gute Erreichbarkeit der Station Treptow ermöglichten. Der frühere Radrennfahrer Wilhelm Johow leitete 1898 einen Umbau ein. Die Länge der Bahn betrug nun 313 Meter, der Belag war aus Zement, die Kurven steil. Die Bauweise führte bei den radsportinteressierten Besuchern, die die Bahn dank der sehr guten Erreichbarkeit gut annahmen, zum Spitznamen „Nudeltopp“. Am 18. Juni 1899 fand das Eröffnungsrennen vor ausverkauftem Haus statt. Erste Sieger wurden Guus Schilling im Hauptfahren (Sprint) der Berufsfahrer und Hans Lutze im Hauptfahren der Amateure.
Die Bahn bot 3.500 Zuschauern Platz. Im Innenraum fanden auch Boxwettkämpfe und andere Veranstaltungen statt. 1904 und 1905 wurde die Bahn durch die Firma Boswau & Knauer modernisiert, um den höheren Geschwindigkeiten der Schrittmachermaschinen gerecht zu werden. Die Steherrennen wurden zum Publikumsmagneten.
In ihrer Hochzeit trainierten bis zu 100 Bahnfahrer auf der Anlage. Nach zeitgenössischen Quellen begannen später bekannte Fahrer wie Cesare Moretti, Carl Hellemann, Arthur Stellbrink und Bruno Demke hier ihre radsportliche Laufbahn.
Während des Ersten Weltkrieges wurden Bahnrennen im Wesentlichen auf der Treptower Bahn ausgetragen, viele Fahrer erhielten dafür Freistellungen vom Wehrdienst.
Dank der hohen Resonanz beim Publikum organisierten die Veranstalter eine Vielzahl an Rennen, darunter auch publikumsoffene Trainingstage. 1921 führte die Publikumsresonanz dazu, dass zwei weitere Stehtribünen errichtet wurden. 1923 wurde das 25-jährige Jubiläum der Bahn mit einer feierlichen Radgala begangen. Am 12. Januar 1926 fuhr Walter Rütt unter dem Beifall tausender Zuschauer seine Abschiedsrunde auf der Bahn. Kurz darauf eröffnete Rütt die mit seinem Vermögen errichtete Rütt-Arena an der Hasenheide.
1926 kündigte die Stadt Berlin nach Beschwerden einer anliegenden Behörde über den Lärm, der von der Rennbahn ausging, den Pachtvertrag. Wenig später wurde sie abgerissen. Das Gelände wurde in den 1930er Jahren sportlich für Eishockeyspiele und Fußball genutzt. Der größte Teil des Geländes wird heute von einem Garten-Center genutzt und ist im aktuellen Berliner Flächennutzungsplan für eine eventuelle Verlängerung der Stadtautobahn vorgesehen.

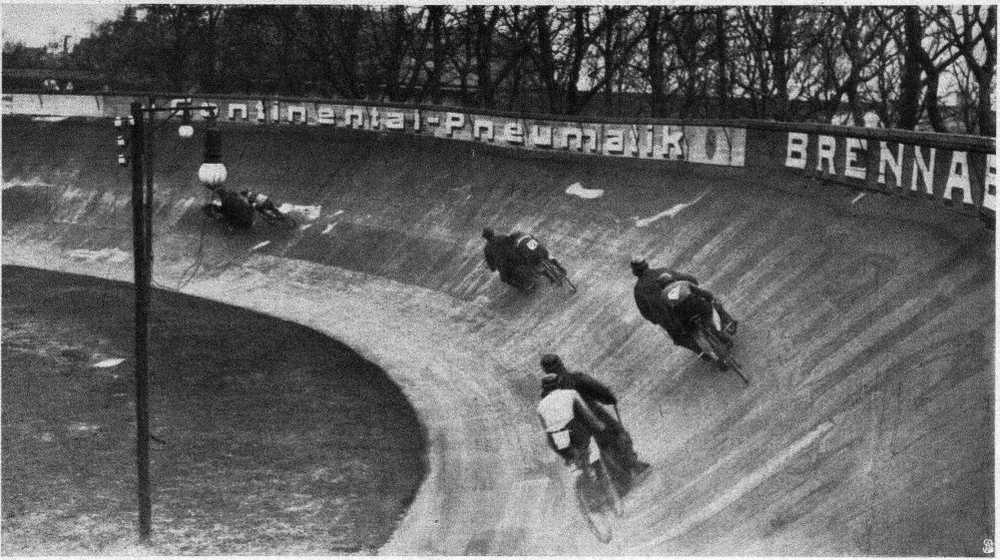
Eröffnungsrennen über 20 km am 29. März 1914. V. l. n. r.: Schrinner (NL), Schulze, Jenske, Pawke.

## Wettkämpfe
Alle damaligen Disziplinen des Bahnradsports wurden auf der Treptower Bahn veranstaltet: Steherrennen, Sprint, Vorgabefahren, Handicaps, Prämienfahren, Tandemrennen. Um die Jahrhundertwende standen auch noch Mehrsitzer-Vorgabefahren mit Fünf- und Dreisitzern auf dem Programm. Auf der Bahn wurden der Große Preis von Deutschland im Sprint, die Großen Preise von Berlin im Sprint und im Steherrennen, das Goldene Rad von Berlin für Steher, die berühmte Stunde von Treptow und andere Rennen ausgefahren. Dazu gehörte auch eine international besetzte Meisterschaft von Treptow.
Auf der Bahn kam es zu mehreren Todesfällen. 1909 verunglückte der Trainer Tim Johnson aus den USA tödlich, als er von einer Schrittmachermaschine gerammt wurde.
1914 stürzte Willi Hamann bei einem Rennen und verstarb wenige Tage später im Krankenhaus. 1916 verunglückte der einheimische Schrittmacher Max Bauer bei einem Sturz tödlich.
1924 wurde eine Trainingsschule für Bahnfahrer auf der Rennbahn begründet.